# Bill Brack
William Brack (Toronto, 26 december 1935) is een Canadees voormalig Formule 1-coureur.
Hij reed driemaal een Grand Prix, driemaal de Grand Prix in zijn thuisland Canada (1968, 1969 en 1972). Hij reed zijn eerste race voor het raceteam Lotus en de overige twee races voor het BRM-team.
Na zijn Formule 1-carrière reed Brack in de ChampCar Atlantic Championship in de jaren 70. Hij won dit kampioenschap in zowel 1973, 1974 als in 1975. Brack opende een Daimler AG-garage na zijn racecarrière in Toronto.